# Assembleia Legislativa do Tocantins
A Assembleia Legislativa do Tocantins, também conhecida pela sigla Aleto,  é o órgão de poder legislativo do estado de Tocantins, exercido através dos deputados estaduais. É formado por 24 deputados eleitos diretamente pelos 139 municípios do Estado do Tocantins por um mandato de 4 anos.
Teve como Presidente da Assembleia os ex-governadores Mauro Carlesse, Carlos Gaguim e Sandoval Cardoso, que assumiram o cargo do Poder Executivo mediante a impossibilidade do titular.

## Mesa Diretora
A Mesa Diretora eleita para o biênio 2023-2024 é a seguinteː
| Posição            | Nome               | Partido | Partido       |
| ------------------ | ------------------ | ------- | ------------- |
| Presidente         | Amelio Cayres      |         | Republicanos  |
| 1º Vice-presidente | Léo Barbosa        |         | Republicanos  |
| 2º Vice-presidente | Vanda Monteiro     |         | União Brasil  |
| 1º Secretário      | Vilmar de Oliveira |         | Solidariedade |
| 2º Secretário      | Moisemar Marinho   |         | PSB           |
| 3º Secretário      | Luciano Oliveira   |         | PSD           |
| 4º Secretário      | Jair Farias        |         | União Brasil  |

## Comissões permanentes
A Aleto realiza semanalmente reuniões em comissões temáticas, onde propostas legislativas relacionadas a seus temas são debatidas e votadas pelos parlamentares, emitindo pareceres sobre as propostas antes que sejam votadas pelo Plenário. As comissões permanentes são as seguintes:
- Comissão de Minas, Energia, Meio Ambiente e Turismo;
- Comissão de Educação, Cultura e Desporto;
- Comissão de Constituição, Justiça e Redação;
- Comissão de Defesa dos Direitos da Mulher;
- Comissão de Administração, Trabalho, Defesa do Consumidor, Transportes, Desenvolvimento Urbano e Serviço Público;
- Comissão de Saúde e Assistência Social;
- Comissão de Finanças, Tributação, Fiscalização e Controle;
- Comissão de Acompanhamento e Estudos de Políticas Públicas para a Juventude;
- Comissão de Defesa do Direito do Idoso;
- Comissão de Desenvolvimento Rural, Cooperativismo, Ciência, Tecnologia e Economia;
- Comissão de Segurança Pública;
- Comissão de Cidadania e Direitos Humanos;
- Comissão de Assuntos Indígenas, Quilombolas e Comunidades Tradicionais.

## Composição atual
Esses são os 24 deputados estaduais eleitos nas eleições de 2022.
| Candidato (a)            | Partido                              | Votação      |
| ------------------------ | ------------------------------------ | ------------ |
| Leo Barbosa              | Republicanos                         | 32.885 votos |
| Professora Janad Valcari | PL                                   | 31.587 votos |
| Jair Farias              | União                                | 31.442 votos |
| Jorge Frederico          | Republicanos                         | 24.929 votos |
| Amélio Cayres            | Republicanos                         | 22.921 votos |
| Nilton Franco            | Republicanos                         | 21.502 votos |
| Cleiton Cardoso          | Republicanos                         | 21.421 votos |
| Vilmar de Oliveira       | Solidariedade                        | 20.683 votos |
| Olyntho Neto             | Republicanos                         | 19.738 votos |
| Fabion Gomes             | PL                                   | 19.159 votos |
| Vanda Monteiro           | União                                | 17.995 votos |
| Valdemar Júnior          | Republicanos                         | 17.779 votos |
| Ivory de Lira            | PCdoB (FE Brasil)                    | 15.651 votos |
| Luciano Oliveira         | PSD                                  | 15.648 votos |
| Eduardo do Dertins       | Cidadania (Federação PSDB Cidadania) | 15.512 votos |
| Eduardo Fortes           | PSD                                  | 15.446 votos |
| Eduardo Mantoan          | PSDB (Federação PSDB Cidadania)      | 14.062 votos |
| Marcus Marcelo           | PL                                   | 13.277 votos |
| Professor Junior Geo     | Podemos                              | 12.798 votos |
| Claudia Lelis            | PV (FE Brasil)                       | 12.674 votos |
| Moisemar Marinho         | PSB                                  | 12.553 votos |
| Wiston Gomes             | PSD                                  | 10.704 votos |
| Gutierres Torquato       | PDT                                  | 9.865 votos  |
| Gipão                    | PL                                   | 8.271 votos  |

## Legislaturas anteriores
As legislaturas do parlamento tocantinense contam a partir da data da criação do estado do Tocantins, ou seja, 1 de janeiro o de 1989, quando os deputados estaduais eleitos e o governador tomaram posse e cumpriram o primeiro mandato.
- 1.ª legislatura (1989/91)
- 2.ª legislatura (1991/95)
- 3.ª legislatura (1995/99)
- 4.ª legislatura (1999/2003)
- 5.ª legislatura (2003/07)
- 6.ª legislatura (2007/11)
- 7.ª legislatura (2011/15)
- 8.ª legislatura (2015/23)
- 9.ª legislatura (2019/23)
- 10.ª legislatura (2023/27)